# 이시바시 단잔
이시바시 단잔(일본어: 石橋 湛山, 1884년 9월 25일 ~ 1973년 4월 25일)은 일본의 언론인이자 정치가로, 제55대 내각총리대신을 지냈다.

## 성장
1884년 9월 25일 도쿄도에서 일련종 승려인 아버지의 장남으로 태어났다. 어머니의 성인 이시바시(石橋)를 따랐으며, 일련종에 입적하며 단잔(湛山)으로 개명했다. 그와 동시에 태어난 직후의 유년기에는 야마나시현에서 거주했었다. 그 후 와세다 대학을 졸업하고 신문사 주필, 사장을 지냈다.

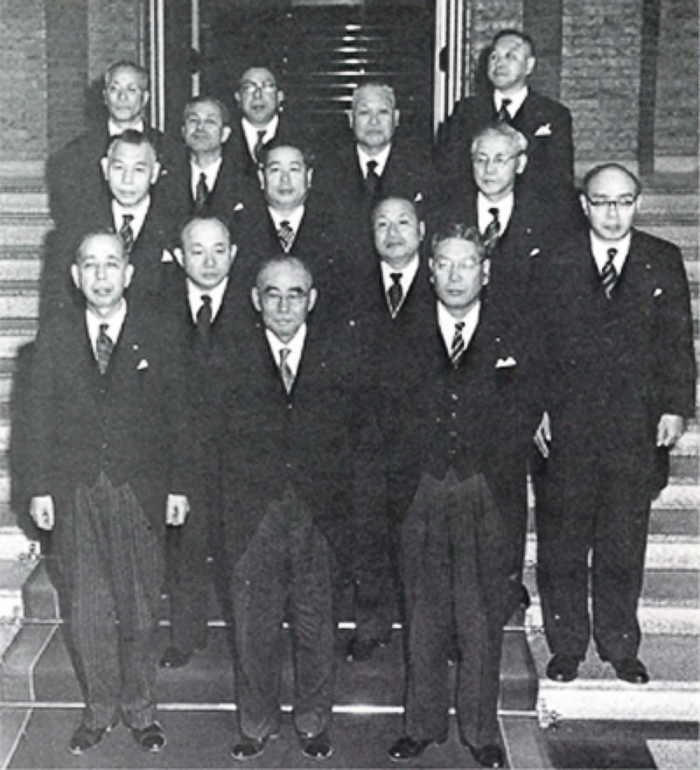
이시바시 내각, 앞줄 가운데가 이시바시 총리.

## 정치가
제2차 세계 대전 후 일본 사회당이 총선거 출마를 제의했지만 이를 거절했다. 1946년 총선거에서 자유당 후보로 출마했지만 낙선, 요시다 시게루 내각에서 대장대신(제1차 요시다 내각)을 역임했다. 미군의 주둔 경비 분담액 삭감을 요구했다가 경질됐다. 1954년 하토야마 이치로 내각에서 통상산업대신(제1차 하토야마 이치로 내각)으로 취임하여 1955년 11월에 중화인민공화국과 ‘중일수출입조합’의 결성을 지원해 중국과의 무역 궤도에 오르기도 했다.
보수합동 이후 자유민주당 전당 대회에서 근소한 표차로 승리해 자유민주당 총재 겸 제55대 총리가 되었지만, 이듬해인 1957년 2월경 재임한 지 2개월 만에 뇌경색이 발병해 퇴임하였다(공식 발표는 노인성 급성 폐렴). 같은 해 퇴임 후 1957년 10월에 모교인 와세다 대학에서 명예 박사학위(초대)를 받았고, 1959년 9월과 1963년에 두 차례 중국을 방문하여 저우언라이 총리와 회담을 가졌으며, 1964년에 소련을 방문하는 등 중국과 소련의 국교 회복에 앞장서기도 했다. 1963년 중의원 선거에 후보로 출마했지만 낙선하여 정계를 은퇴했다.

## 주장
그는 전쟁 전부터 일관되게 일본의 식민지 정책을 비판해 가공 무역 입국론을 주창하였으며, 전후에는 ‘중·일·미·소 평화 동맹’을 주장해 일본 정계에서 활약을 했다.

## 같이 보기
- 이시바시 내각
- 니치렌슈
- 릿쇼 대학